# Андроскоггины

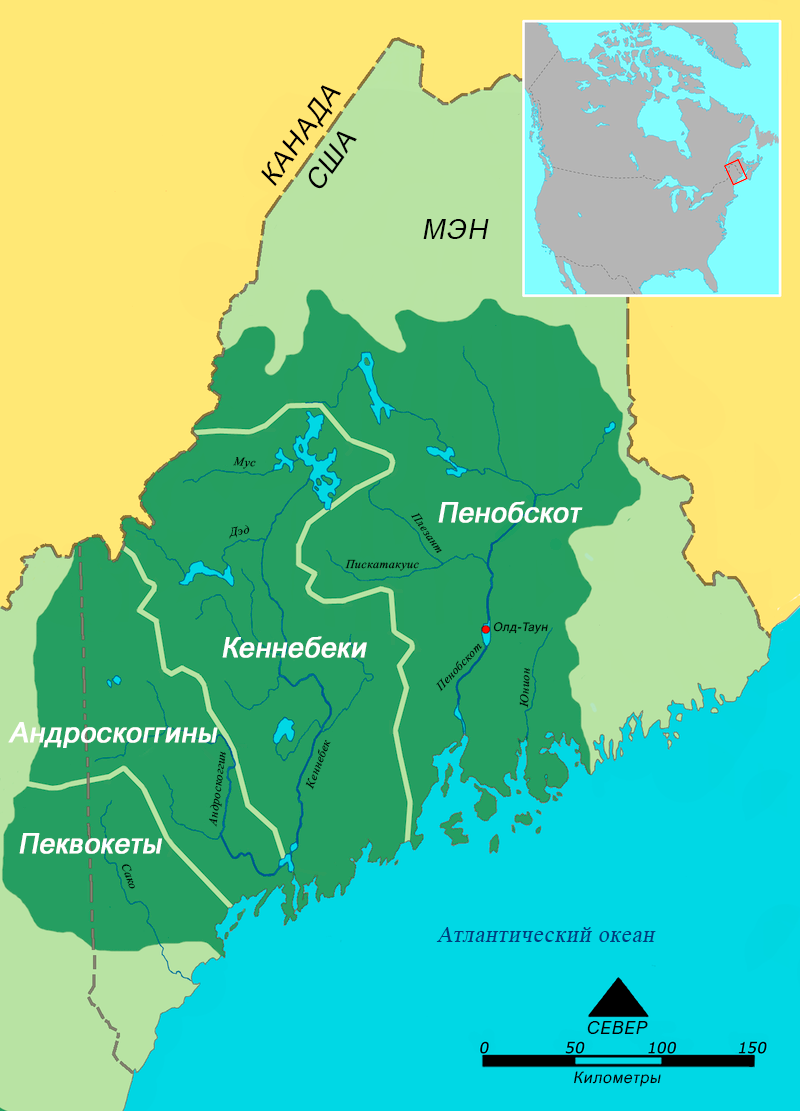
Расселение восточных абенаков:, андроскоггинов, и пенобскот в XVII веке

Андроскоггины (англ. Androscoggin), также аросагантакуки (англ. Arosaguntacook) — племя североамериканских индейцев алгонкинской языковой группы, к моменту прихода европейцев проживало на территории современных американских штатов Мэн и Нью-Гэмпшир.

## История
Андроскоггины являлись одним из племён восточных абенаков и входили в Вабанакскую конфедерацию. Родиной племени являлась область бассейна реки Андроскоггин. Река давала возможность охотиться и рыбачить, и андроскоггины селились вдоль её берегов. На протяжении многих веков абенаки прокладывали систему троп и переправ по всему водоразделу реки. Задолго до первых контактов с европейцами у племени сформировалась культура, в значительной степени зависящая от сельского хозяйства. В поселении Рокамкук ежегодно собирали урожай с примерно 500 акров полей, засеянных кукурузой. Неглубокая и быстрая река позволяла перевозить товары между поселениями в тёплое время года, а археологические находки также свидетельствуют о том, что андроскоггины использовали замёрзшую реку в холодное время года для более лёгкого передвижения на большие расстояния.
Примерно в 1600 году европейцы впервые оказались на землях племени. В 1628 году Томас Перчес основал первый постоянный пост на реке Андроскоггин и начал вести торговлю с андроскоггинами и другими племенами абенаков. Однако к середине XVII века отношения между индейцами и английскими поселенцами начали ухудшаться, поскольку поселения колонистов заняли традиционные охотничьи и рыболовные угодья абенаков.  
Когда английские жители Мэна узнали о столкновениях с индейцами на юге Новой Англии, то собрали отряд ополченцев, который отправился в деревню андроскоггинов, чтобы потребовать сдать огнестрельное оружие. Поднявшись вверх по реке Кеннебек англичане достигли индейской деревни. Вождь андроскоггинов Магг Хегон (англ. Mugg Hegone) пытался договориться с колонистами, отдав им небольшое количество ружей и ножей, однако англичане забрали с собой несколько заложников и потребовали принести всё огнестрельное оружие. Через несколько дней заложники смогли бежать и вернулись к соплеменникам, и колонисты побережья забеспокоились, что все абенаки объединяться и нападут на их поселения.
Осенью 1675 года андроскоггины, вместе с другими абенаками, совершили множество рейдов на поселения колонистов, вынуждая их покидать свои дома и укрываться в немногочисленных гарнизонах. Война Короля Филипа распространилась и на север Новой Англии. В конце ноября абенаки прекратили свои нападения, убив около 80 человек, уничтожив множество домов колонистов и ослабив экспансию англичан.
Война андроскоггинов с англичанами на этом не закончилась. 12 октября 1676 года Магг Хегон со своими воинами захватил гарнизон Блэк-Пойнт. После этого он и его союзник, вождь племени пенобскот Мадокавандо надеялись заключить мир с англичанами, поскольку их почти не осталось на землях абенаков. В ноябре Магг Хегон и Мадокавандо сели на английский корабль и отправились в Бостон для переговоров. Власти колоний верили, что ведущие вожди индейцев севера Новой Англии могут распоряжаться всеми воинами абенаков подобно некоему европейскому королю. Англичане настаивали на очень жёстких условиях, включая репарации за нанесённый имуществу поселенцев ущерб, и возвращение всех пленников, многих из которых удерживали племена, не подчиняющиеся власти обоих вождей. Освободить всех пленных колонистов не удалось и война продолжилась в следующем году.
По мере роста английских городов и ферм адроскоггины были вытеснены на север. В 1725 году они ушли в Канаду и поселились в  миссии Сен-Франсуа.